# 224 (číslo)
Dvě stě dvacet čtyři je přirozené číslo, které následuje po čísle dvě stě dvacet tři a předchází číslu dvě stě dvacet pět. Římskými číslicemi se zapisuje CCXXIV a řeckými číslicemi σκδ.

## Matematika
224 je:
- Abundantní číslo
- Nešťastné číslo
- Nepříznivé číslo
- Součet dvou třetích mocnin (23 + 63)

## Chemie
- 224 je nukleonové číslo čtvrtého nejstabilnějšího izotopu radia[1]

## Astronomie
- (224) Oceana je planetka hlavního pásu, kterou objevil v roce 1882 Johann Palisa

## Doprava
- Silnice II/224 je česká silnice II. třídy vedoucí na trase Vejprty – Rusová – Klášterec nad Ohří – I/13 – Mikulovice – Kadaň – Pětipsy – Podbořany – Očihov - I/27[2][3][4][5][6][7][8]

## Ostatní
- +224 je mezinárodní telefonní předvolba Guineje

## Roky
- 224
- 224 př. n. l.